# Mijat Marić
Mijat Marić (Minusio, 30 aprile 1984) è un dirigente sportivo ed ex calciatore svizzero, di ruolo difensore, talent scout del Lugano.

## Palmarès

### Club

#### Competizioni nazionali
- Coppa del Belgio: 2

Lokeren: 2011-2012, 2013-2014
- Coppa Svizzera: 1

Lugano: 2021-2022